# Bugula carvalhoi
Bugula carvalhoi är en mossdjursart som beskrevs av Ernst Marcus 1949. Bugula carvalhoi ingår i släktet Bugula och familjen Bugulidae. Inga underarter finns listade i Catalogue of Life.